# 陸前高田市立広田小学校
陸前高田市立広田小学校（りくぜんたかたしりつ ひろたしょうがっこう）は、岩手県陸前高田市広田町にある公立小学校。

## 概要
陸前高田市広田町を校区とする小学校である。

## 沿革
- 1873年（明治6年）7月7日 - 東正寺・東岸寺の二学塾を広田小学校として開校。同時に現在の広田町根岬地区の学塾を根岬小学校として開校する。
  - 1880年（明治13年）の生徒数はどちらも男子のみの在籍で、広田小50人、根岬小23人。
- 1882年（明治15年） - 根岬小学校、自然廃校となる。
- 1882年（明治15年）4月1日 - 広田小学校に初等科の教科を置く。
- 1885年（明治18年）6月 - 泊地区に新校舎]落成。東岸寺校を廃止し、東正寺校を分校とする。
- 1887年（明治20年）3月16日 - 学校名を広田尋常小学校に改称。
- 1888年（明治21年）9月 - 大久保地区に新校舎を建設する。
- 1889年（明治22年）4月17日 - 新校舎の開校式を挙行。泊校及び東正寺校を廃止する。
- 1897年（明治30年）12月 - 高等小学校を設置し、広田尋常高等小学校と改称する。
  - 1917年（大正6年）の広田尋常高等小学校の生徒数は、男子319人、女子247人。
- 1906年（明治39年）4月 - 村立実業補習学校付設。
- 1924年（大正13年）12月 - 平屋建て校舎を二階建て校舎に改築。
- 1932年（昭和7年）- 校歌を制定する。(作詞・伊藤小虎、作曲・橋本國彦)
- 1935年（昭和10年）4月 - 村立広田青年学校を付設。
- 1936年（昭和11年）12月 - 講堂を新築。
- 1941年（昭和16年）4月 - 国民学校令により、村立広田国民学校と改称。
- 1947年（昭和22年）4月 - 学制改革により、村立広田小学校と改称。
- 1950年（昭和25年）9月 - 脱脂粉乳による学校給食開始。
- 1952年（昭和27年）6月 - 町制施行に伴い、町立広田小学校と改称。
- 1955年（昭和30年）1月1日 - 市制施行に伴い、市立広田小学校と改称。
- 1980年（昭和55年）
  - 3月 - 新校舎落成。
  - 12月 - 体育館落成。
- 2011年（平成23年）3月11日 - 東北地方太平洋沖地震（東日本大震災）発生。詳細は下記。

## 東日本大震災による影響
2011年3月11日、海岸から1km、標高20mの高台にある同小学校は、東日本大震災の津波被害からは免れた。校舎は広田地区の避難所となり、広田地区の災害対策本部が設置された。また、施設が被災した広田中学校や広田地区コミュニティセンターが小学校校舎の一部を間借りしての再開となった。5月21日にはグラウンドに仮設住宅が完成し、被災者の入居がスタート。2018年9月13日に校庭の利用が再開されるまで、体育の授業や運動会は統合された旧広田中学校跡地を利用して行われていた。

## 関係者

### 出身者
- 小松正之 - 水産庁官僚
- 佐々木拓 - 岩手県陸前高田市長、元農林水産省官僚
- 村上弘明 - 俳優
- 黄川田徹 - 元衆議院議員

## 周辺
- 社会福祉法人陸前高田市保育協会広田保育園 - 進学前保育園
- 国民健康保険広田診療所
- 広田海水浴場（かつて毎年6月に広田保育園、広田中学校、広田水産高と合同で「浜清掃」を行っていた。震災後海水浴場の再開設と共に再開）
- 岩手県立野外活動センター（旧陸前高田市立広田中学校および旧岩手県立広田水産高等学校跡地を造成して建設）

## 交通
- 陸前高田市コミュニティバス「広田線」・「広田半島線」で、「広田小学校前」停留所下車。
- JR東日本大船渡線BRTで、
  - 小友駅下車後、上述の陸前高田市コミュニティバスに乗り換え9分、「広田小学校前」停留所下車。
  - 陸前高田駅下車後、上述の陸前高田市コミュニティバスに乗り換え39分、「広田小学校前」停留所下車。